# 温贝托·马里莱斯·科尔特斯
温贝托·马里莱斯·科尔特斯（西班牙語：Humberto Mariles Cortés，1913年6月13日—1972年12月7日），墨西哥男子马术运动员。他曾代表墨西哥参加1948年和1952年夏季奥林匹克运动会马术比赛，获得二枚金牌和一枚铜牌。